# بيفرلي هيلز (كاليفورنيا)
بيفرلي هيلز (بالإنجليزية: Beverly Hills)‏ هي مدينة أمريكية تقع في الجانب الغربي لمقاطعة لوس أنجلوس بولاية كاليفورنيا.بيفرلي هيلز ومدينة غرب هوليوود محاطتان كلية بمدينة لوس أنجلوس.
تحد المدينة شمالا جبال سانتا مونيكا وتحدها شرقا مدينة غرب هوليوود وضاحية فيرفاكس وتحدها من الجنوب مقاطعة لوس أنجلوس ومن الغرب تحدها قرية ويستوود وسينشري سيتي.
يبلغ معدل دخل الأسرة في مدينة بيفرلي هيلز حوالي 83.272$ طبقا لموقع الإحصاء السكاني لأمريكا عام 1999
أحد أهم شوارع المدينة شارع روديو درايف الذي يعتبر واحد من ارقى الشوارع بالعالم يحوي على أكثر المتاجر شهرة بالعالم مثل لويس فويتون وارماني وسانت لورانت

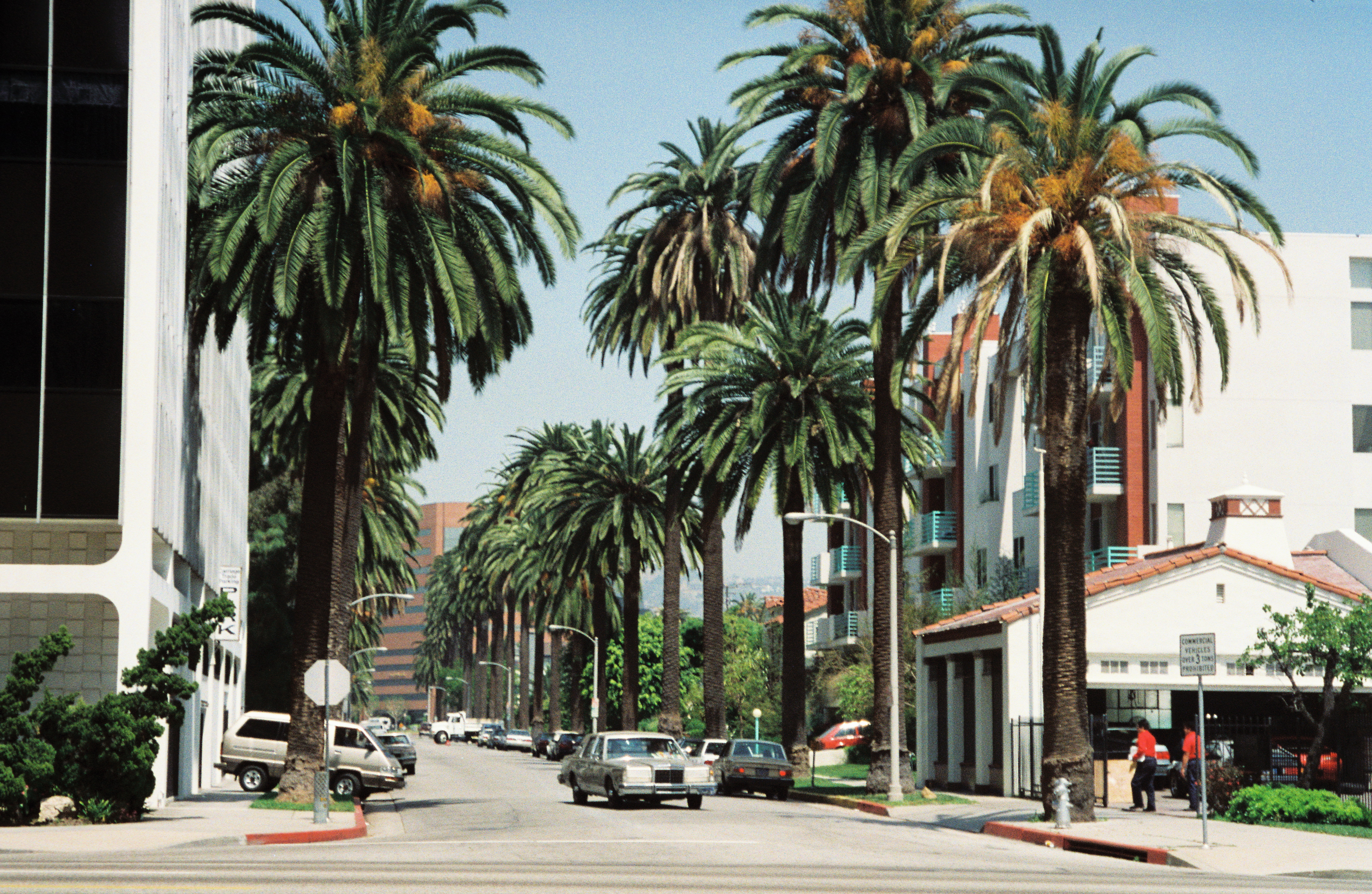
صورة لأحد شوارع المدينة

## السكان
تمتاز بيفرلي هيلز بإستقرار في عدد السكان منذ عام 1960م (بزيادة أو نقصان 1000-3000 نسمة )كل عشرة سنوات .

## المناخ
تتمتع بيفرلي هيلز بمناخ دافئ متوسطي ، بمتوسط درجة الحرارة صيفا يبلغ 31 درجة مئوية في أغسطس، ويتراوح متوسط درجة الحرارة في الشتاء ب 20.5 درجة مئوية في يناير. يبلغ معدل الامطار 15مم سنويًا. يتميز الصيف بدرجات حرارة دافئة إلى حارة مع رياح قليلة جدًا، بينما الشتاء دافئ إلى معتدل، مع هطول أمطار متقطعة. تم تسجيل تساقط الثلوج فقط في أعوام 1882 و 1922 و 1932 و 1949 و 1958.
| البيانات المناخية لـبيفرلي هيلز كاليفورنيا | البيانات المناخية لـبيفرلي هيلز كاليفورنيا | البيانات المناخية لـبيفرلي هيلز كاليفورنيا | البيانات المناخية لـبيفرلي هيلز كاليفورنيا | البيانات المناخية لـبيفرلي هيلز كاليفورنيا | البيانات المناخية لـبيفرلي هيلز كاليفورنيا | البيانات المناخية لـبيفرلي هيلز كاليفورنيا | البيانات المناخية لـبيفرلي هيلز كاليفورنيا | البيانات المناخية لـبيفرلي هيلز كاليفورنيا | البيانات المناخية لـبيفرلي هيلز كاليفورنيا | البيانات المناخية لـبيفرلي هيلز كاليفورنيا | البيانات المناخية لـبيفرلي هيلز كاليفورنيا | البيانات المناخية لـبيفرلي هيلز كاليفورنيا | البيانات المناخية لـبيفرلي هيلز كاليفورنيا |
| الشهر                                      | يناير                                      | فبراير                                     | مارس                                       | أبريل                                      | مايو                                       | يونيو                                      | يوليو                                      | أغسطس                                      | سبتمبر                                     | أكتوبر                                     | نوفمبر                                     | ديسمبر                                     | المعدل السنوي                              |
| ------------------------------------------ | ------------------------------------------ | ------------------------------------------ | ------------------------------------------ | ------------------------------------------ | ------------------------------------------ | ------------------------------------------ | ------------------------------------------ | ------------------------------------------ | ------------------------------------------ | ------------------------------------------ | ------------------------------------------ | ------------------------------------------ | ------------------------------------------ |
| الدرجة القصوى °ف (°م)                      | 91 (33)                                    | 91 (33)                                    | 93 (34)                                    | 103 (39)                                   | 99 (37)                                    | 108 (42)                                   | 106 (41)                                   | 99 (37)                                    | 109 (43)                                   | 103 (39)                                   | 99 (37)                                    | 94 (34)                                    | 109 (43)                                   |
| متوسط درجة الحرارة الكبرى °ف (°م)          | 69 (21)                                    | 69 (21)                                    | 72 (22)                                    | 75 (24)                                    | 79 (26)                                    | 83 (28)                                    | 88 (31)                                    | 89 (32)                                    | 87 (31)                                    | 82 (28)                                    | 74 (23)                                    | 68 (20)                                    | 78 (26)                                    |
| المتوسط اليومي °ف (°م)                     | 58.5 (14.7)                                | 59 (15)                                    | 61.5 (16.4)                                | 64 (18)                                    | 68.5 (20.3)                                | 72.5 (22.5)                                | 77 (25)                                    | 78 (26)                                    | 76 (24)                                    | 70.5 (21.4)                                | 63 (17)                                    | 57.5 (14.2)                                | 67 (19)                                    |
| متوسط درجة الحرارة الصغرى °ف (°م)          | 48 (9)                                     | 49 (9)                                     | 51 (11)                                    | 53 (12)                                    | 58 (14)                                    | 62 (17)                                    | 66 (19)                                    | 67 (19)                                    | 65 (18)                                    | 59 (15)                                    | 52 (11)                                    | 47 (8)                                     | 56 (13)                                    |
| أدنى درجة حرارة °ف (°م)                    | 30 (−1)                                    | 35 (2)                                     | 34 (1)                                     | 37 (3)                                     | 43 (6)                                     | 44 (7)                                     | 51 (11)                                    | 50 (10)                                    | 47 (8)                                     | 40 (4)                                     | 33 (1)                                     | 25 (−4)                                    | 25 (−4)                                    |
| معدل هطول الأمطار إنش (مم)                 | 3.42 (87)                                  | 3.75 (95)                                  | 2.20 (56)                                  | 0.83 (21)                                  | 0.37 (9.4)                                 | 0.12 (3.0)                                 | 0.12 (3.0)                                 | 0 (0)                                      | 0.12 (3.0)                                 | 0.61 (15)                                  | 0.83 (21)                                  | 2.32 (59)                                  | 14.69 (373)                                |
| متوسط الأيام الممطرة (≥ 0.01 بوصة)         | 5.7                                        | 5.3                                        | 5.8                                        | 1.7                                        | 0.7                                        | 0.2                                        | 0.3                                        | 0.2                                        | 0.6                                        | 1.1                                        | 1.9                                        | 4.0                                        | 27.5                                       |
| [بحاجة لمصدر]                              |                                            |                                            |                                            |                                            |                                            |                                            |                                            |                                            |                                            |                                            |                                            |                                            |                                            |

## توأمة
لبيفرلي هيلز (كاليفورنيا) اتفاقيات توأمة مع كل من:
- مدينة الكويت
- أكابولكو
- كان
- هرتسليا

## صور

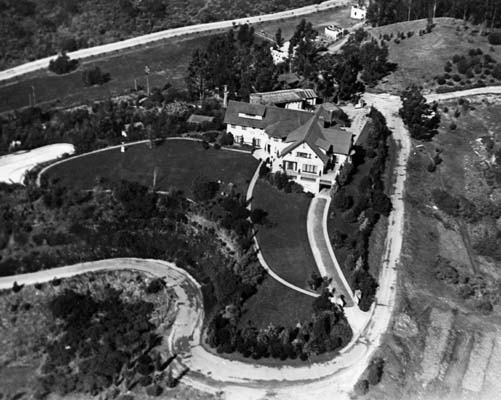
بيفرلي هيلز كاليفورنيا, 1920

## أعلام
- ريتشارد تشامبرلين
- لويز رينر
- ألبيرت بروكس
- كانديس بيرغن
- لوجان ليرمان
- كورتني كارداشيان

## وصلات خارجية
- موقع مدينة بيفرلي هيلز الرسمي نسخة محفوظة 3 ديسمبر 2009 على موقع واي باك مشين.